# Jürgen Macho
Jürgen Macho (Wenen, 24 augustus 1977) is een Oostenrijks voetbaldoelman die bij Panionios speelt. 
Macho speelde eerder bij onder andere Sunderland AFC, Chelsea FC, Rapid Wien en 1. FC Kaiserslautern. Op 31 augustus 2007, de laatste dag van de transferperiode, besloot hij een contract te tekenen bij het Griekse AEK Athene. Daar verbleef hij twee seizoenen, voordat hij terugkeerde naar zijn vaderland om bij LASK Linz te gaan spelen.